# Amauris
Amauris (лат.)— род бабочек из семейства нимфалид и подсемейства данаид.

## Описание
Среднего до крупного размера бабочки. Размах крыльев от55 до 85 мм. Половой диморфизм не выражен. Яйцо кремово-белое удлиненно-овалльное, с 20 продольными ребрами м 25-30 поперечными выступами. Гусеница блестяще-черная с белыми или желтыми пятнами, четырьмя или пятью парами длинных нитей на втором, третьем, пятом, одиннадцатом и двенадцатом сегментах. Куколка с блестящими золотыми пятнами.

## Классификация
В мировой фауне насчитывается 15-16 видов и множество подвидов.
- Amauris comorana (Oberthür, 1897)
- Amauris nossima (Ward, 1870)
- Amauris phoedon (Fabricius, 1798)
- Amauris niavius (Linnaeus, 1758)
- Amauris tartarea (Mabille, 1876)
- Amauris ellioti (Butler, 1895)
- Amauris echeria (Stoll, 1790)
- Amauris vashti (Butler, 1869)
- Amauris crawshayi (Butler, 1897)
- Amauris damocles (Fabricius, 1793)
- Amauris hyalites (Butler, 1874)
- Amauris albimaculata (Butler, 1875)
- Amauris ochlea (Boisduval, 1847)
- Amauris dannfelti (Aurivillius, 1891)
- Amauris inferna (Butler, 1871)
- Amauris hecate (Butler, 1866)

## Распространение
Представители рода встречаются только в Африке. Три вида являются эндемиками Мадагаскара: Amautis phoedon, Amautis comorana и Amautis nossima.